# Словита
Словита (укр. Словіта) — село в Глинянской городской общине Львовского района Львовской области Украины.
Население по переписи 2001 года составляло 928 человек, в 2024 году составляет 792 человека. Занимает площадь 2.807 км². Почтовый индекс — 80735. Телефонный код — 03265.